# Loricifera
Il Phylum Loricifera (dal latino: lorica = lorica; fero = portare) è stato scoperto negli anni '80 e ancora non si conosce molto su questo gruppo di animali.

## Anatomia
I Loriciferi sono organismi microscopici pseudocelomati, probabilmente predatori, che vivono tra i granelli di sabbia delle spiagge umide e che assomigliano superficialmente ai Rotiferi.
Negli individui adulti si distingue una testa, un collo, un torace e un addome, quest'ultimo rivestito da un involucro cuticolare, o lorica, dal quale prende il nome il phylum e nel quale l'animale può ritirarsi completamente in caso di pericolo. Il capo è munito di una bocca tubolare e flessibile, anch'essa retraibile.

## Biologia
La loro biologia è in gran parte ignota.
I Loriciferi sono animali dioici a fecondazione interna. Dallo zigote si forma una larva dotata di una lorica poco spessa e di una coppia di piedi caudali che le permettono di nuotare, a differenza degli adulti che sono sedentari e vivono ancorati ai granelli di sabbia.

## Tassonomia
Sono stati scoperti solo nel 1983, la loro rilevazione è difficile perché hanno meccanismi di adesione ai granelli di sabbia molto efficaci che ostacolano la loro separazione dalla matrice.
Sono stati riconosciuti due generi, Nanaloricus e Pliciloricus, ritrovati nelle coste della Francia, della Carolina, della Florida e delle Isole Azzorre.